# Adriana Elizabeth Flores Suárez
Adriana Elizabeth Flores Suárez (Monterrey, Nuevo León, 27 de abril de 1965) es una profesora mexicana e investigadora SNI nivel III, quien además es miembro de la Academia Mexicana de Ciencias desde 2004. Es egresada de la Universidad Autónoma de Nuevo León y del Instituto Tecnológico y de Estudios Superiores de Monterrey (ITESM), Campus Monterrey. Se le conoce por sus estudios del Aedes aegypti y por crear un banco de ADN para comprender la resistencia de los insecticidas de este mosquito.

## Estudio y docencia
Flores obtuvo en 1987 su licenciatura en Biología en la Facultad de Ciencias Biológicas de la Universidad Autónoma de Nuevo León; una maestría en Ciencias con Especialidad en Entomología Médica por la Facultad de Ciencias Biológicas de la UANL en 1990 y el doctorado en Ciencias con especialidad en Parasitología Agrícola del ITESM, Campus Monterrey en 1992. Ocupó el cargo de Jefe de Departamento de Zoología de Invertebrados de la FCB, UANL desde 2004 y actualmente es profesora titular B de tiempo completo.

## Áreas de investigación
Su trabajo en investigación se ha centrado en el área de Biología/Ecología de vectores y resistencia a insecticidas en artrópodos vectores de enfermedades, áreas en las cuales mantiene colaboración estrecha con varios investigadores en México y el extranjero. Desarrolló proyectos financiados por CONACYT, National Institutes of Health (NIH); EE. UU. y la Fundación Bill y Melinda Gates. Es consultora de la Organización Mundial de la Salud en materia de resistencia a insecticidas en mosquitos.

### Bioecología y manejo integral de plagas agrícolas y vectores de enfermedades
Como investigadora ha desarrollado investigaciones enfocadas en reducir a los ácaros plaga con el uso de ácaros depredadores en frutales en México. Otro de los temas que maneja es el de la ecología cuantitativa en diferentes grupos de artrópodos y en general en ecología de plantas y vertebrados. También maneja temas de toxicología de insectos y de cómo estos se vuelven resistentes.
En 2000 realizó su primera investigación en resistencia a insecticidas en Aedes aegypti uno de los principales resultados de esta investigación fue que se obtuvo por primera vez un banco de ADN que se utiliza hasta la fecha para continuar estudios relacionados con la resistencia a los insecticidas en Aedes aegypti. Del 2011 a 2016 fue una de las asesoras del grupo Fogarty. Su objetivo era construir un programa internacional de enfermedades infecciosas y así formar a estudiantes predoctorales y posdoctorales mexicanos en el tema en la Universidad Estatal de Colorado (CSU), Estados Unidos. Flores Suárez continua presentando resultados de investigaciones acerca de los determinantes moleculares del dengue, ya que se considera como una de las enfermedades reemergentes más importantes en el mundo actual.

## Patentes
Participó en la creación de dos patentes para la Universidad Autónoma de Nuevo León.
1. Uso de extractos de Ambrosía confertiflora como agentes larvicidas. Número de expediente MX/a/2012/012779.[9]
2. Uso del extracto etéreo de Zanthoxylum fagara como agente larvicida. Número de expediente MX/a/2012/012782.[10]

## Publicaciones

### Publicaciones indexadas
- Flores A. E., M. H. Badii, E. Aranda H. y S. Flores B. 1994. Tolerance to dicofol in a field population of Eutetranychus banksi (McGregor). Southwestern Entomologist 19(2): 161-165.[11]
- Flores, A. E., S. Flores, M. H. Badii, E. Aranda y E. Hernández. 1996. Susceptibilidad del arador de los cítricos, Phyllocoptruta oleivora Ashmead y el ácaro depredador Euseius mesembrinus (Dean) al acaricida dicofol. Southwestern Entomologist. 21(1): 83 - 84.[12]
- Flores, A. E., M. H. Badii, S. Flores y R. Foroughbakhch. 1996. Efectos subletales del dicofol sobre parámetros poblacionales de Eutetranychus banksi (McGregor) (Acari: Tetranychidae). Agrociencia 30(1): 111-116.[13]
- Flores-Suárez Adriana E., Salvador Flores-Breceda, Mohammad H. Badii y Emilio Hernández Ortiz. 1997. Efecto del dicofol en la oviposición y parámetros reproductivos de Euseius mesembrinus (Acari: Phytoseiidae) . Agrociencia 31(2): 203 - 207.[14]
- Flores, A.f E., J. Landeros and M. H. Badii. 2000. Evaluation of population parameters of Tetranychus urticae Koch (Acari : Prostigmata : Tetranychidae) exposed to avermectin. Southwestern Entomologist. 25(4): 287 - 293.[15]
- Flores, Adriana E., Gustavo Ponce-García, Mohammad H. Badii, Ma. Luisa Rodríguez Tovar and Ildefonso Fernández Salas. 2004. Effects of sublethal concentrations of Vectobac AS on biological parameters of Aedes aegypti (L.) (Diptera: Culicidae) . J Am Mosq Control Assoc 20 (4): 412.[16]
- Flores, Adriana E., Walter Albeldaño - Vázquez, Ildefonso, Fernández Salas, Mohammad H. Badii, Haydeé Loaiza Becerra, Gustavo Ponce Garcia, Saul Lozano Fuentes, William G. Brogdon, William C. Black IV and Barry Beaty. 2005. Elevated alfa - esterases levels associated with permethrin tolerance in Aedes aegypti (L.) from Baja California, Mexico Pest Biochem Physiol 82(1):66-78-417.[17]
- Flores, Adriana E., J, Salomon Grajales, Ildefonso Fernandez Salas, Gustavo Ponce Garcia, Saul Lozano Fuentes, William G. Brogdon, William C. Black IV and Barry Beaty. 2006. Mechanisms of insecticide resistance in field populations of Aedes aegypti (L.) from Quintana Roo, Southern Mexico . J Am Mosq Control Assoc. 22(4):672-677.[18]
- Flores Adriana E, Guadalupe Reyes, Ildefonso Fernandez Salas Francisco J.Sanchez, and Gustavo Ponce.2009. Resistance to permethrin in Aedes aegypti (L.) in northern Mexico. Southwestern Entomologist 34(2)167-177.[19]
- Flores Adriana E, Gustavo Ponce, Brenda G. Silva, Selene M. Gutiérrez, Cristina Bobadilla, Beatriz Lopez, Roberto Mercado, and William C. Black IV. 2013. Wide spread cross resistance to pyrethroids in Aedes aegypti (L.) from Veracruz State Mexico J Econ Entomol 106(2):959:969.[20]

### Publicaciones arbitradas
- Flores, A. E., M. H. Badii, R. Torres Z. y H. Quiróz M. 1994. Insecticidas y resistencia. Calidad Ambiental. 2(1): 16-21.9.
- Flores Adriana E. y Mohammad H. Badii. 1994. Estado actual, dinámica y perspectiva de la resistencia de los insectos a los plaguicidas. Transferencia. Num 26: 25-26.
- Flores, A.E., M.h. Badii, G. Ponce, H. Quiróz y R. Foroughbakhch. 1999. Hábitat como determinante de estrategias de vida.Calidad Ambiental. Vol IV (1):4-9
- Flores, Adriana E., Mohammad H. Badii y Gustavo Ponce G. 2001. Resistencia a insecticidas en insectos vectores de enfermedades con énfasis en mosquitos. RESPYN 2(4): 1-8
- Flores-Suárez AE., BG. Silva- Salinas, C. Bobadilla-Utrera, R. Mercado-Hernández,ME. Cisneros-Gutiérrez y G. Ponce-García. 2010. Resistencia a piretroides en Aedes aegypti (L.) de Veracruz, México. Entomología Mexicana. 9:689-696.
- Flores Adriana E. 2014. Detección de resistencia a insecticidas en mosquitos con énfasis en Aedes aegypti (L.). Artrópodos y Salud 1(2):21-36

## Reconocimientos
- Presea al Mérito Pro-Flora y Fauna Silvestre de Nuevo León 2008. Consejo Estatal de la Flora y Fauna Silvestre de Nuevo Léon A.C.
- Premio de investigación UANL primer lugar en el área de Ciencias Naturales 2008.Mutación asociada a la resistencia a insecticidas piretroides en el mosquito transmisor de dengue Aedes aegypti L.[21]
- Primer lugar en el concurso estatal de Investigación en el área: Enfermedades Transmitidas por Vectores con el Trabajo: “Estado de la susceptibilidad y mecanismos de resistencia en Aedes aegypti a insecticidas de mayor uso y alternativos en el estado de Nuevo León”. Poder Ejecutivo del estado de Nuevo León a través de la Secretaría Estatal de Salud. Diciembre 2004.
- Premio de Investigación como primer lugar en el Área de Salud otorgado por Servicios de Salud de Nuevo León con el trabajo “Dinámica poblacional de Aedes aegypti (L.) en el área metropolitana de Monterrey. Septiembre del 2003.
- Reconocimiento obra escrita relevante. INDAUTOR 2003, por el libro: Fundamentos y Perspectivas de Control Biológico Secretaria Técnico de la Sociedad Mexicana de Control Biológico. Período 1997 - 1999.
- Premio de Investigación UANL 1995 en el Área de Ciencias de la Tierra y Agropecuarias. San Nicolás de los Garza, N. L. Septiembre 1996. “Susceptibilidad del arador de los cítricos Phyllocoptruta oleivora Ashmead y el depredador Euseius mesembrinus Dean, al acaricida dicofol y sus efectos en parámetros biológicos del depredador.